# 第一次レキシントンの戦い
第一次レキシントンの戦い（英: First Battle of Lexington、またはヘンプベイルズ（麻の樽）の戦い、英: Battle of the Hemp Bales）は、南北戦争の開戦から5か月となった1861年9月13日から20日に、ミズーリ州ラファイエット郡の郡庁所在地レキシントンでおきた戦闘である。南軍はアメリカ連合国を支持するミズーリ州軍であり、この戦闘に勝利したことで、既に高かったこの地域での南軍支持の機運が高まり、ミズーリ・バレーは短期間ながら南軍の支配下に固まった。
なお、レキシントンでは1864年10月19日にも小さな戦闘があって南軍が勝利しており、これを第二次レキシントンの戦いと呼ぶ。

## 背景
南北戦争が始まる前、レキシントンは人口4,000人を超す農業町であり、ラファイエット郡の郡庁所在地でもあり、ミズーリ州西部から中央にあるミズーリ川沿岸でかなり需要な位置づけにあった。縄の材料として使われた麻、タバコ、石炭、牛が生産され、これらが全て町の繁栄に繋がり、川を使った交易も行われた。隣接する郡部と同様に、多くの住人が奴隷を所有しており、郡人口の31.7%が奴隷だった。南北戦争が始まったとき、白人の大半はアメリカ連合国支持を公言していた。
北軍西部方面軍指揮官ジョン・C・フレモントは、ミズーリ川を支配し、地域の南部同調者を規制しようとした。そのために1861年7月、レキシントンを防衛拠点とし、チャールズ・スタイフェル大佐の下に、セントルイス出身のドイツ系兵士で構成されるアメリカ合衆国予備役第5連隊を駐屯させた。スタイフェルとその部隊は間もなく、フレデリック・W・ベッカー大尉（あるいは少佐）の指揮するラファイエット守備隊5個中隊に入れ替わった。その後ロバート・ホワイト中佐が指揮する第14祖国防衛連隊で補強され、ホワイトが全体指揮を執った。さらにその後、イリノイ第1騎兵隊を率いて到着したトマス・A・マーシャル大佐が指揮官に就いた。
8月10日、ウィルソンズ・クリークの戦いで南軍を支持するミズーリ州軍が勝利した後、州の北部と中部でその勢力を固め、スターリング・プライス少将の指揮下にレキシントンに向けて行軍した。
9月10日、ジェイムズ・A・マリガン大佐がイリノイ第23志願歩兵連隊と共に到着し、指揮権を引き継いだ。9月11日、ミズーリ第13歩兵連隊、バン・ホーンのアメリカ合衆国予備役大隊、ミズーリ第27騎馬歩兵連隊が到着した。これはプライス軍の執拗な前進に直面して、ミズーリ州ウォーレンズバーグの町を放棄した後のことだった。このときマリガンは3,500名を指揮しており、直ぐに町のマソニック・カレッジの周りを広範に要塞化し、樹木を切り倒して見通しを良くし、寮と教室のある校舎の周りに土盛りを行った。その上官がサミュエル・D・スタージスの指揮下に更なる援軍を送り、それでマリガンは拡大された陣地を守ることができると思ったが、その援軍が南軍支持部隊の待ち伏せを受け（電報を受け付けた南軍支持者からの通報があった）、退却を強いられた。

## 戦闘開始
プライスの軍隊は1861年9月11日にレキシントンに到着した。しかし、実際に攻撃を仕掛けたのは2日後であり、その時までに北軍の工作は手強いものに仕上がり、容易には落とせなくなっていた。
9月13日、ミズーリ第13歩兵連隊の6個中隊が、イリノイ第1騎兵隊の2個中隊の支援を受けて、町の南にあるマチペラ墓地の墓石の間でプライスの前衛隊と戦った。これは時間を稼いでマリガンの兵士が防御工作を完成させるという期待もあった。プライスは北軍守備隊を一突きで圧倒したいという考えだったが、北軍が墓地で頑強に抵抗したので、兵士が弾薬を使い果たすことになった。この展開に北軍の要塞化の侮りがたい性格と組み合わされ、さらなる攻撃を難しくした。その後は、プライスの砲兵隊が北軍への砲撃を開始した。
プライスは北軍守備隊をレキシントンに閉じ込めて、敵に攻撃を掛ける前に弾薬の荷車、その他の物資、さらに援軍が来るのを待つことにした。プライスは「ここで敵兵を殺すのは不要だ。辛抱すれば望むものを得られる」と言っていた。そのために、歩兵には郡の催事広場まで後退を命じた。
9月18日、プライスは新たな攻撃を命じることにした。州軍は北軍の激しい砲火の下を前進し、敵軍を内部工作物の内側まで追い込んだ。プライス軍の大砲がマリガンの大砲に反撃して9時間の砲撃を行い、熱した砲弾を放ってマソニック・カレッジなど北軍の陣地に火を点けようとした。マリガンはカレッジの本館の屋根裏部屋に1人の若者を陣取らせ、飛び込んできた砲弾から建物に火が移る前に全てを除去させることができた。

## アンダーソンの家

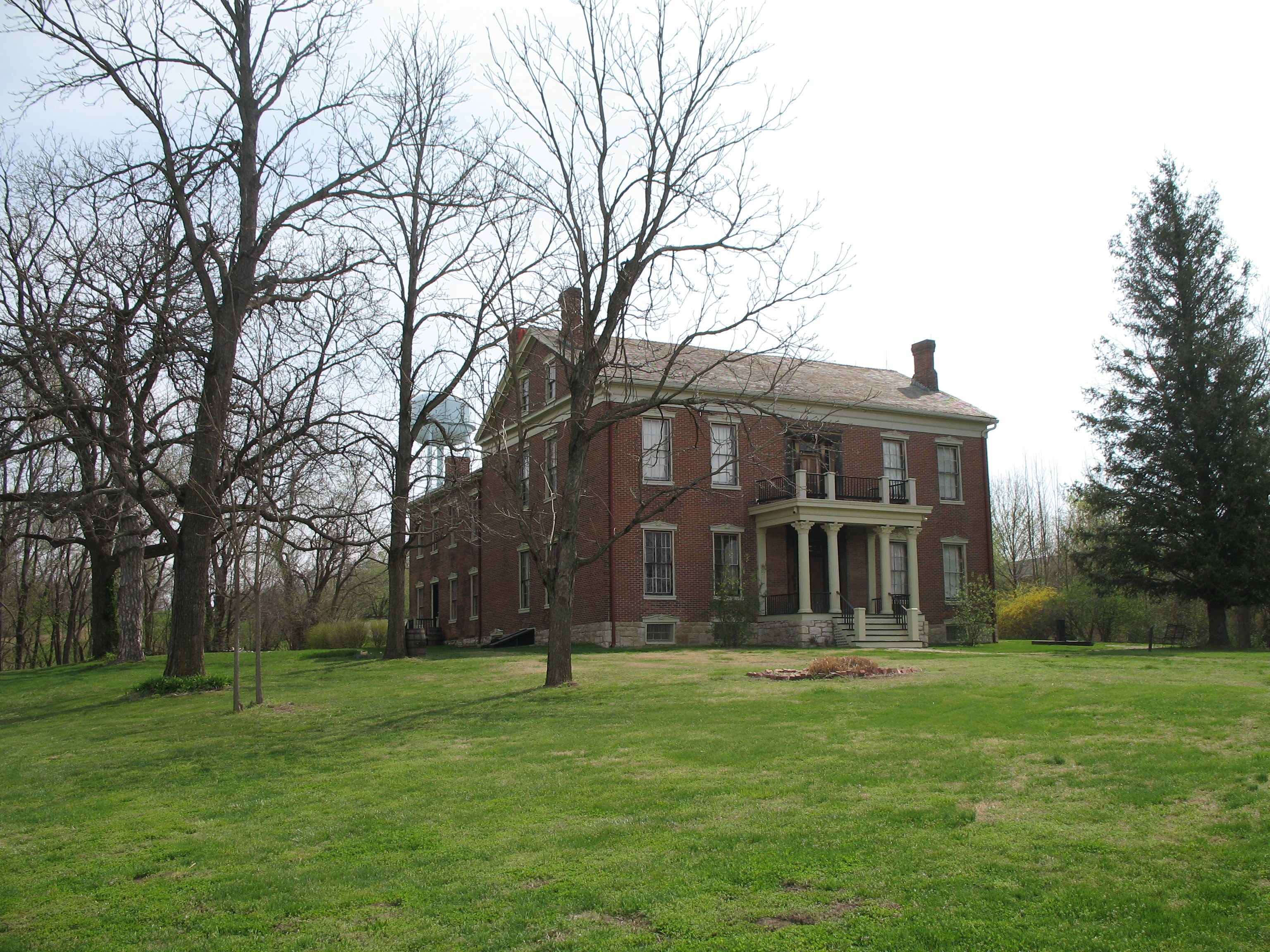
北軍の病院に使われたアンダーソンの家、この戦闘では南軍に攻撃された

アンダーソンの家は、地元新聞で「セントルイスより西では最も大きくうまく配置された住居」と表現されたことがあり、3階建て、ギリシャ復古調、レキシントンの著名工場主オリバー・アンダーソンが建てた家だった。1861年7月頃にアンダーソン家はマリガン大佐の要塞に隣接してあったその家から強制退去させられ、北軍の病院になっていた。
レキシントンの戦いの開始時点で、北軍の傷病兵100人以上がこの病院に入っていた。医療はクーリー軍医に任され、イリノイ第23連隊の従軍牧師バトラーが兵士の心の問題に対応していた。
プライスの配下にあったトマス・ハリス将軍が、アンダーソンの家の戦略的重要性を認め、9月18日にその第2師団の兵士にこの家を占領するよう命じた。マリガン大佐はこの行為が戦時法規に違背すると考えることだったので衝撃を受け、家を取り戻すよう命じた。イリノイ第23連隊B中隊、ミズーリ第13連隊B中隊、イリノイ第1騎兵隊志願兵が北軍の戦線から突撃をかけて、家を取り戻したが、その過程で大きな損失を出した。ハリスの部隊がその日にもう一度病院を取り返し、その後はミズーリ州軍の支配下にあった。
この戦闘で最も議論の多かった出来事は、北軍がアンダーソンの家に突撃を掛けたときに起こった。北軍は玄関の大階段下でミズーリ州軍兵3名を即座に処刑した。南部兵は彼らが既に降伏していたので、戦争捕虜として扱われるべきだったと主張した。北軍兵はこの家を取り返すために多くの犠牲を出しており、その南部兵はそもそも病院を攻撃したことで戦時法規に違背していたと見なしていた。
アンダーソンの家は砲弾やライフル銃弾でひどく損傷した。現在でも建物の内外で多くの弾痕を見つけることができる。

## 最終攻撃の準備

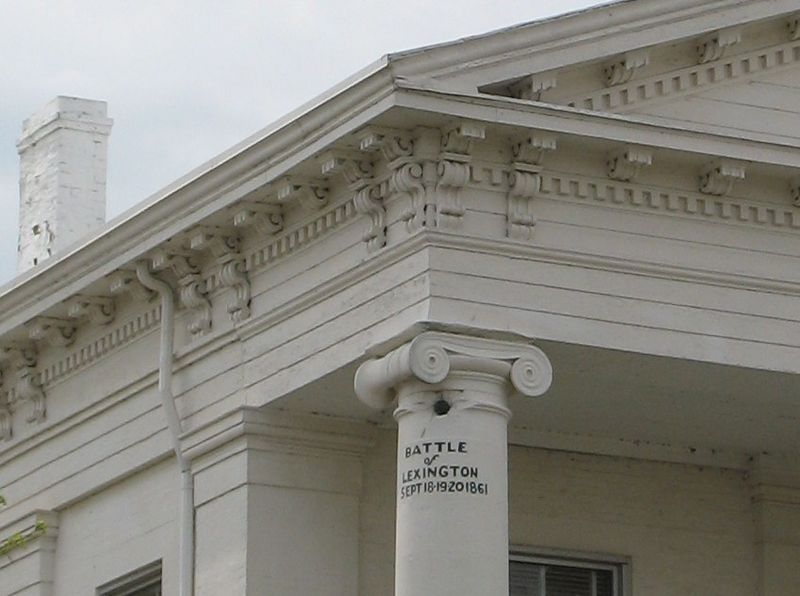
レキシントンにあるラファイエット郡庁舎、今もその柱には南軍の砲弾が入ったままである

9月19日、ミズーリ州軍はその陣地を統合し、北軍を激しい砲火にさらしたままにし、最終攻撃の準備をした。守備側が直面した1つの問題は常に水が不足していたことだった。北軍の前線内側にある井戸は干上がっており、南軍の狙撃兵は近くにある泉を狙うことができ、泉に近づこうとする者をすべて抑えることができた。マリガンは、兵士なら失敗するものも女性ならばできるかもしれないと考え、1人の女性を泉に行かせた。プライスの兵士は銃撃を続けたが、彼女は窮地に立たされていた北軍の所まで水筒数本の水を運ぶことができた。しかしこのような些細なやり方では、酷くなっていた北軍守備隊の渇きを癒すことが出来なかった。このために最終的な敗北に繋がった可能性がある。
1861年9月18日、プライス将軍はその作戦本部を、レキシントン市メインストリート926、ラファイエット郡庁舎の通り向かいの銀行が入っている建物に置いた。この戦闘の間、プライスは二階の部屋から州軍の操作を指示した。翌日、おそらくはハイラム・ブレッドソー大尉の州軍砲兵隊が放った砲弾が、プライスの作戦本部から約100ヤード (90 m) しか離れていない郡庁舎に当たった。この砲弾は現在も最左翼の柱にめり込んだまま残っており、観光の対象になっている。ただし、安全上の理由からクロケットのボールに置き換えられている。
9月19日夜、トマス・ハリス准将の州軍第2師団が、近くの倉庫で手に入れた麻の樽を使って、移動式の胸壁を作り、北軍の塹壕前に置いた。これら樽には前夜に川の水を汲み入れており、北軍が熱した砲弾を撃っても直ぐに消すことができた。ハリスの作戦は翌日樽を丘の上まで転がして行き、それを遮蔽に使って北軍守備隊に近づき、最後の突撃を行うというものだった。麻の樽の前線はアンダーソンの家近くに始まり、北に丘の側面まで約200ヤード (180 m) 伸びていた。多くの場所では麻の樽が2段に積まれ、さらに保護できるようにされていた。

## 麻の樽の利用
9月20日早朝、ハリスの部隊は移動式の胸壁に隠れて前進した。戦闘が始まると、他の師団の州兵も麻の樽に隠れたハリスの部隊に合流した。北軍守備隊に向けた発砲量が増加した。北軍守備隊は赤熱した砲弾を前進してくる樽に打ち込んだが、前夜ミズーリ川から汲んだ水に飲まれて、その効力が失われた。午後早い時間までに転がる砦は北軍陣地に十分近くまで接近でき、南部兵が最後の突進で北軍の工作物を越えられるまでになった。マリガンは正午過ぎに降伏の条件を要請しており、午後2時までに兵士が塹壕を出て、武器を積み上げた。
アメリカ連合国大統領ジェファーソン・デイヴィスは、かなりの時間が経った後でその著作『連合国政府の興隆と没落』の中で、「麻の樽を利用したのは素晴らしい考えであり、タリクやサラセン人戦士を不滅にし、その名をヘーラクレースの北柱に記したのとは別物である。」と記していた。

## 損失および戦いの後
この戦闘は大半が保護された陣地で戦われたので、損失は比較的少なかった。プライス軍は25名が戦死し、72名が負傷しただけだった。北軍は39名が戦死し、120名が負傷した。損失が小さかったことはマリガンの優れた塹壕戦術と、ハリスの麻の樽という思い付きに帰せられる。残った北軍守備隊全員が捕虜になった。
降伏した北軍兵は退陣した元ミズーリ州知事クレイボーン・F・ジャクソンの演説を聞かされた。ジャクソンは兵士たちが招待なしにミズーリ州に入って来て、州民に対する戦争を仕掛けたことを非難した。北軍兵はその後にプライス将軍から保釈されたが、仮釈放を拒んだマリガン大佐が例外だった。プライスは、戦闘中とその後に示された北軍指揮官の振る舞いと行為に感銘を受け、マリガンに馬と馬車を用意し、北軍前線の内側まで安全に護送するよう命じた。マリガンは後の1864年7月24日、バージニア州ウィンチェスター近くで起きた第二次カーンズタウンの戦いで戦死した。
この戦闘の損失の中では、ミズーリ第27騎馬歩兵連隊指揮官ベンジャミン・W・グロバー中佐が太ももをマスケット銃弾で負傷していた。グロバーはその傷がもとで10月31日に死んだ。

## 当時のスケッチ
雑誌ハーパーズ・ウィークリーより
- "レキシントンの戦い、西部特派員のスケッチ"
- "レキシントンの胸壁に対するアイルランド連隊の突撃"
- "マリガン大佐の肖像画"
- "元ミズーリ州知事ジャクソン、レキシントンでマリガン大佐の部隊に降伏を呼びかけている"